# Michael Khodarkovsky
Michael Khodarkovsky (ur. 1955) – amerykański historyk, specjalista od dziejów Rosji.

## Życiorys
Absolwent i wykładowca uniwersytetu Loyoli w Chicago. Zajmuje się dziejami Rosji w okresie nowożytnym.

## Wybrane publikacje
- Where Two Worlds Met: The Russian State and the Kalmyk Nomads, 1600-1771, Ithaca – London: Cornell University Press 1992.
- (współautor: Robert Geraci) Of Religion and Empire: Missions, Conversion and Tolerance in Tsarist Russia, Ithaca – London: Cornell University Press 2001.
- The Return of Lieutenant Atarshchikov: the North Caucasus during the Russian Conquest, 1550s-1850s, 2010.
- Seeking Identity in Imperial Russia: The Case of the North Caucasus, w: The Russian Empire Reconsidered, Helsinki 2008.
- From Frontier to Empire: The Concept of the Frontier in Russia, 16-18th Centuries, w: International Conference „The Role of the Frontier in Russian History, 8-18th Centuries, Chicago, May 29-31, 1992, „Russian History” 19 (1992), s. 115–128.
- The Stepan Razin Uprising: Was It a Peasant War?, „Jahrbücher für Geschichte Osteuropas” 42(1994), z.1, s. 1–19.
- La conquête de l’Est in Autrement, „Les Sibériens” 78 (1994), s. 64–79.
- Not by Word Alone: Missionary Policies and Religious Conversion in Early Modern Russia, „Comparative Studies in Society and History” 38 (1996), z.2, s. 267–293.
- Ignoble Savages and Unfaithful Subjects: Constructing non-Christian Identities in Early Modern Russia, w: in The Russian Orient: Imperial Strategies and Oriental Encounters, Bloomington: Indiana University Press 1997, s. 8–32.
- V korolevstve krivykh zerkal: Osnovy rossiiskoi politiki na Severnom Kavkaze do zavoevatel’nykh voin 19 veka, w: Chechnya i Rossia: Obshchestva i gosudarstva, Moscow 1999, s. 19–39.
- Of Christianity, Enlightenment and Colonialism: Russia in the North Caucasus, 1550-1800, „The Journal of Modern History” 71 (1999), z.2, s. 394–430.
- Russia’s Colonial Frontiers in the Eighteenth Century: From the North Caucasus to Central Asia, w: Extending the Borders of Russian History, Festschrift for Alfred Rieber, Budapest: Central European University Press 2002.
- Cambridge History of Russia, 3.t (t.1, rozdz. 14, s. 317–337 i rozdz. 22, s. 520–538), Cambridge: Cambridge University Press 2006.
- Why Is There No Switzerland in the North Caucasus?, w: Festschrift fur Andreas Kappeler, Frankfurt 2009, s. 321–338.
- The Return of Lieutenant Atarshchikov: Empire and Identity in Asiatic Russia, „AB Imperio” 1 (2009), s. 149–164.

## Publikacja w języku polskim
- Na granicach Rosji. Budowanie imperium na stepie 1500-1800, Z języka angielskiego przełożyła Bogumiła Malarecka, Warszawa 2009 (tyt. orygin. (Russia’s Steppe Frontier. The Making of a Colonial Empire, 1500-1800)